# Ginga Nagareboshi Gin
Ginga Nagareboshi Gin (銀牙 -流れ星 銀-, lit. Silver Fang: The Shooting Star Gin) est un manga de Yoshihiro Takahashi. Il est prépublié entre 1983 et 1987 par Shueisha dans le magazine Weekly Shōnen Jump puis rassemblé en 18 volumes reliés. C'est la préquelle de Ginga Densetsu Weed.
Ginga Nagareboshi Gin a été adapté en tant que série d’anime produite par Tōei Animation et diffusée sur TV Asahi en avril 1986.

## Synopsis
Ginga Nagareboshi Gin raconte l'histoire du jeune chien Gin, qui, peu de temps après sa naissance, voit son père Riki se faire tuer par un ours violent et meurtrier : Akakabuto. Ce dernier est tellement dangereux que même les humains sont impuissants face a lui. Gin va alors tenter de trouver des chiens sauvages pour l'aider dans sa lutte contre Akakabuto.

## Récompense
En 1986, le manga est récompensé du Prix Shōgakukan, catégorie « Shōnen ».